# تدرجية (فصيلة طيور)
التدرجية (الاسم العلمي: Phasianidae) هي فصيلة من الطيور تشمل كل من التدرج، الحجل، دجاج الأدغال، الدجاج، سمان لعالم القديم والجديد، والطاووس. تعتبر هذه الفصيلة كبيرة جدا وتنقسم أحيانا إلى فصيلتين فرعيتين هما ( تدرجاوات وحجلاوات ). وفي بعض الأحيان يتم إضافة بعض الفصائل والطيور إلى هذه الفصيلة، ومن الأمثلة على ذلك، شمل اتحاد علماء الطيور الأمريكي كل من الديك الرومي، الدجاج الحبشي، طيور الطيهوج إلى فصيلة التدرجاوات .